# Sunny Day Real Estate
Sunny Day Real Estate, або SDRE — американський емо-гурт з Сіетлу, створений в 1992 році.

## Історія
Гурт Sunny Day Real Estate було створено в Сіетлі в 1992 році. Спочатку до його складу входили Ден Хернер (гітара, вокал), Нейт Мендел (бас-гітара) і Вільям Голдсміт (барабани), але після приходу нового вокаліста Джеремі Ініка тріо перетворилось на квартет. Гурт було оповито таємничою атмосферою, у ЗМІ була наявна лише одна фотографія музикантів, та видано лише одне інтерв'ю. В 1994 році SDME випустили дебютну платівку Diary, після якого колектив швидко став популярним. Наступного року гурт випустив другий лонгплей LP2, також відомий як «рожевий альбом» через колір обкладинки. Проте майже одночасно з цим Sunny Day Real Estate розпались. Ходили чутки, що це відбулось через те, що фронтмен Джеремі Інік прийняв християнство. Хернер зав'язав із музикою, Мендел та Голдсміт перейшли до іншого місцевого гурту Foo Fighters, а Інік після річної перерви випустив сольний акустичний альбом Return of the Frog Queen, записаний з класичними музикантами.
В 1997 відбулось возз'єднання Sunny Day Real Estate майже в оригінальному складі, окрім Мендела, якого замінив спочатку Джеф Палмер (Mommyheads), а потім Джо Скайвард (Posies). Колектив випустив черговий студійний альбом How It Feels to Be Something On (1998), концертний альбом Live (1999), а також ще один повноформатний альбом The Rising Tide (2000). На відміну від усіх попередніх альбомів, виданих місцевим сіетлським лейблом Sub Pop, остання вийшла на лейблі Time Bomb. Проте перехід виявився невдалим, бо компанія не зуміла забезпечити розповсюдження платівки, і невдовзі через конфлікти із менеджментом Sunny Day Real Estate розпались.
Після 2001 року частина гурту — Інік, Мендел та Голдсміт — створили новий проєкт Fire Theft та випустили у 2003 році однойменний альбом. Інік також продовжив сольну кар'єру. Наприкінці 2000-х Sunny Day Real Estate зібрались разом для турне по Америці. У 2009 році на лейблі Sub Pop вийшли ремайстерінгові версії перших двох платівок гурту. Проте повноцінних нових альбомів гурт більше не випускав, а єдиною новою піснею стала «Lipton Witch», що вийшла у 2014 році на спліт-синглі з Circa Survive.

## Музичний стиль
Дебютна платівка Sunny Day Real Estate Diary вважається альбомом, з якого розпочався зріст популярності жанру «емо» в дев'яності роки. На хвилі інтересу до всього сіетлського, музикантам вдалось поєднати типову місцеву гітарну музику з емоційним вокалом, та зробити цей жанр, що раніше вважався частиною андеграундної хардкор-панк-сцени, всесвітньо відомим. Від емо-піонерів SDRE відрізнялись більш різноманітною динамікою пісень, що поєднували гучні та тихіші фрагменти, а також манера співу Ініка, який міг не тільки кричати, але й виконувати більш спокійні та мелодійні партії. На думку Стіва Хьюї (AllMusic), перший альбом SDRE був хоча і не шедевром, але «характерним емо-альбомом 90-х і незамінним вступом до жанру».
В журналі Rolling Stone Diary поставили на перше місце в списку найкращих емо-альбомів. Леор Галіл звернув увагу на те, що вісімнадцятирічний Джеремі Інік з неймовірним фальцетом став «секретною зброєю», яку знайшли три інших музиканти, що захоплювались панк-роком, через що музика Sunny Day Real Estate зуміла поєднати «мелодійну жорстокість каталогу [артистів лейблу] Dischord і стадіонну одухотвореність U2».
В каталозі Rolling Stone Album Guide Sunny Day Real Estate також назвали вдалим поєднанням хардкор-панку, який дав дорогу місцевому гранджу, та емоційності, характерної для U2 та The Clash. Їхня музика започаткувала новий музичний жанр «емокор» («емоційний хард-кор»), який вплинув на багато інших гуртів. На думку критика, друга платівка SRDE видалась досить «нудною», але наступні, що вийшли після возз'єднання колективу, були набагато кращими: вони відрізнялись мелодійністю вокала Ініка, гітарними «перекликаннями» Хернера та Ініка, а в останньому альбомі гурту відчувався вплив прогресивного року.

## Склад гурту
Оригінальний склад
- Ден Хернер — гітара, вокал
- Нейт Мендел — бас-гітара
- Вільям Голдсміт — барабани
- Джеремі Інік — гітара, вокал

Інші музиканти
- Джеф Палмер — бас-гітара
- Джо Скайвард — бас-гітара

## Дискографія
| Альбоми - 1994 — Diary - 1995 — Sunny Day Real Estate або LP2 - 1998 — How It Feels to Be Something On - 1999 — Live (концертний альбом) - 2000 — The Rising Tide Сингли - 1993 — «Flatland Spider» - 1993 — «Thief Steal Me A Peach» - 1994 — «Friday» - 1994 — «Seven» - 1994 — «In Circles» - 1998 — «How It Feels to be Something On» / «Bucket of Chicken» - 1998 — «Pillars» | Участь в збірках - 1994 — спліт Shudder to Think / Sunny Day Real Estate — пісня «In Circles» - 1994 — ADA 4th Quarter Sampler — пісня «In Circles» - 1995 — That Virtua Feeling: Sub Pop and Sega Get Together — пісня «Theodore B.» - 1995 — Batman Forever (Music From The Motion Picture) — пісня «8» - 2014 — спліт Sunny Day Real Estate / Circa Survive — пісня «Lipton Witch» | Сольні альбоми музикантів - Джеремі Інік - 1996 — Return of the Frog Queen - 1996 — World Waits - 2007 — The Missing Link - 2009 — OK Bear - Нейт Мендел / Lieutenant - 2015 — If I Kill This Thing We're All Going To Eat For a Week |